# Андріїв (Володавський повіт)
Андріїв (або Андрієве, Анджеюв, пол. Andrzejów) — село в Польщі, у гміні Уршулін Володавського повіту Люблінського воєводства. Населення — 247 осіб (2011). Імовірно літописне місто Андріїв Галицько-Волинської землі.

## Історія
Руське городище Андріїв, що належало до Червенських городів і згадувалося 1205 року, пов'язують з городищем Дворище в межах сучасного села Андріїв.
Як підтверджують археологічні знахідки, територія Люблінського Полісся була відносно густо заселена, починаючи з VII ст. Археологічні дослідження і численні фрагменти кераміки знайдені на полях, свідчать, що тут існувало велике слов'янське поселення.
Першу згадку про місцевість Андріїв містить Галицько-Волинський літопис який згадує у 1243 р. існуюче тут укріплене городище. Андріїв розташовувався тоді у підніжжя узвишшя, яке панувало над багнистою околицею, вали і рів збереглися до нашого часу. Городище розташовується на північний-захід від села, має форму чотирикутника з закругленими кутами і займає поверхню 10 арів. Існування городища підтверджують також знахідки тут кераміки. Літопис повідомляє що в вищезгаданий рік городище намагалися здобути поляки, але не повідомляє чи град здобуто, напевне було спустошено його околиці. Град певно був здобути, зважаючи на те що 1245 р. був зайняти Данилом та Васильком Романовичами. Князі поверталися тоді після переможного походу на Ростислава Михайловича, якого підтримував Болеслав Сором'язливий.
Найімовірніше 5 років потому град був здобутий татарами, які напали тоді на Холмщину та Польщу. Татари грабували околиці граду, а може і його, також у 1256, 1260, 1261 i 1263 рр. Окрім татар, град непокоїли також ятвяги, хоча б у 1248 р., коли напали з півночі. Ці події могли викликати його зникнення, адже наступна згадка про Андріїв з'являється лише через 200 років. В цей час Андріїв становив власність боярської родини руського роду, яка мала печатку з гербом Наленч.
Зауважимо, що згідно Ірені Котуловській, немає підстав до ідентифікації городища в сучасному Андрієві гміни Уршулін з літописним городищем цієї ж назви. Адже городище до 1885 р. лежало на території земель Верещина, з яких було виділено після утворення фольварку Andrzejów Nowy, Натомість літописний Андріїів (Andrzejów) на її точку зору це місцевість на південь від Холму в сучасній гміні Камінь (Kamień).
Отже, городище на північ від Верещина, за цією версією, може бути літописним Верещином. Втім, у районі підхолмського Андрієва немає ані городища, ані археологічних знахідок.
За даними етнографічної експедиції 1869—1870 років під керівництвом Павла Чубинського, у селі переважно проживали греко-католики, які розмовляли українською мовою.
У 1917—1918 роках у селі діяла українська школа, заснована 27 листопада 1917 року, у якій навчалося 43 учні, учитель — П. Каленчук.
У 1921 році село входило до складу гміни Воля-Верещинська Володавського повіту Люблінського воєводства Польської Республіки.
За переписом населення Польщі 10 вересня 1921 року в селі налічувалося 68 будинків та 353 мешканці, з них:
- 178 чоловіків та 175 жінок;
- 190 православних, 137 римо-католиків, 26 юдеїв;
- 182 українці, 145 поляків, 26 євреїв.

У 1975—1998 роках село належало до Холмського воєводства.

## Населення
Демографічна структура станом на 31 березня 2011 року:
|          | Загалом | Допрацездатний вік | Працездатний вік | Постпрацездатний вік |
| -------- | ------- | ------------------ | ---------------- | -------------------- |
| Чоловіки | 121     | 27                 | 75               | 19                   |
| Жінки    | 126     | 22                 | 59               | 45                   |
| Разом    | 247     | 49                 | 134              | 64                   |

## Пам'ятки
У селі міститься православний цвинтар XIX століття.